# Junius Frey
Moses Dobruška (německy Moses Dobruschka, alias Junius Frey; 12. července 1753, Brno – 5. dubna 1794, Paříž) byl alchymista, spisovatel a básník. 17. prosince 1775 konvertoval od judaismu ke katolicismu a přejal jméno Franze Thomase Schönfelda.

## Život
Moses Dobruška se narodil 12. července 1753 v Brně do židovské rodiny. Ze strany své matky byl bratrancem Jacoba Franka, zakladatele sekty frankistů, jenž se prohlašoval za židovského mesiáše..
25. července 1778 byl ve Vídni povýšen do šlechtického stavu, jako Franz Thomas Edler von Schönfeld. Společně s Ephraimem J. Hirschfeldem, jenž nekonvertoval, se stal jedním z hlavních konspirátorů „Rytířského řádu sv. Jana Evangelisty pro Asii v Evropě,” o němž se v letech 1783 až 1790 v Německu a Rakousku mnoho diskutovalo, mimo jiné proto, že šlo o první německý řád, který do svých přijal Židy.
V roce 1792 po vypuknutí Francouzské revoluce cestoval přes Štrasburk do Paříže a stal se jakobínem, a poté si znovu změnil jméno, tentokrát na Junius Frey. Nové jméno Junius představovalo římskou rodinu Juniů, která vychovala slavného synovraha Lucia Bruta, a Frey německý výraz pro „svobodu“.
Byl zatčen pro velezradu a špionáž v souvislosti s případem jeho švagra Françoise Chabota. 5. dubna 1794 popraven gilotinou.